# Myzomela jugularis
Myzomela jugularis là một loài chim trong họ Meliphagidae.